# Ново лице Србије
Ново лице Србије (скраћено НЛС) је политичка странка у Србији. Од њеног оснивања у септембру 2022. предводи је Милош Парандиловић. На политичком спектру налази се на десном центру, а залаже се за конзервативне ставове и монархистичко уређење државе.

## Историја

### Позадина и оснивање
Милош Парандиловић је раније био повезан са Покретом обнове Краљевине Србије (ПОКС), а члан ПОКС постао је 2017. након што се странка освојила од Српског покрета обнове. Био је кандидат на парламентарним изборима 2020, међутим ПОКС није успео да пређе изборни цензус од 3 одсто. Током спора у руководству у оквиру ПОКС, Парандиловић је стао на страну Жике Гојковића, који је одбио да напусти место председника ПОКС. Парандиловић се касније нашао на листи Двери—ПОКС на парламентарним изборима 2022. и успешно је изабран за посланика у Народној скупштини.
Након Гојковићеве одлуке да гласа за Владимира Орлића, посланика Српске напредне странке (СНС), за председника Народне скупштине, Парандиловић је постао критичан према Гојковићу, након чега је напустио Гојковићеву фракцију посланика ПОКС у Народној скупштини.
Парандиловић је 23. септембра 2022. најавио оснивање новог покрета, а 26. септембра га представио у Народној скупштини под именом Ново лице Србије (НЛС). Он је на конференцији за новинаре 26. септембра саопштио да НЛС има чланове који су раније били повезани са ПОКС, али и чланове удружења грађана. Након оснивања НЛС, чланови ПОКС месних одбора у Јагодини, Ваљеву, Убу, Лајковцу и Богатићу прешли су у НЛС.

### 2022—данас
Након вишеструког убиства у ООШ „Владислав Рибникар” и околини Младеновца и Смедерева у мају 2023, НЛС и Парандиловић су учествовали на протестима Србија против насиља. У јуну 2023. НЛС је формирало Месни одбор у Ваљеву.
Након што је Мирослав Алексић у августу 2023. напустио Народну странку и поново успоставио Народни покрет Србије (НПС), Парандиловић се придружио четворици посланика НПС у Народној скупштини да оформи заједничку посланичку групу под називом „Народни покрет Србије—Ново лице Србије”. Парандиловић је изабран за заменика председника посланичке групе. Група је проширена у септембру 2023. када су се три члана Еколошког устанка, предвођена Александром Јовановићем Ћутом, придружила посланичкој групи, преименујући је у „Народни покрет Србије—Еколошки устанак—Ново лице Србије”. Парандиловић је учествовао на потписивању документа Договор за победу у септембру 2023, који су потписали организатори протеста Србија против насиља. Истог месеца, удружење „Староседеоци” се припојило НЛС. Странка је у октобру 2023. постала део коалиције Србија против насиља (СПН), коју чине партије које су организовале протесте 2023. СПН је кандидује на парламентарним, покрајинским и изборима за одборнике Скупштине града Београда, који ће бити одржани 17. децембра 2023.
НЛС је 12. новембра одржало прву скупштину на којој је странка усвојила програм, статут и слоган.

## Идеологија и платформа
Опозиција је СНС. НЛС је себе описало као конзервативну политичка странку десног центра. Парандиловић, који је себе назвао монархистом, изјавио је да би и НЛС подржало обнову монархије, као и омладинска права. Чланови НЛС и Парандиловић били су на комеморацији омладинцима Четничког ђачког батаљона погинулим 1944. у Поповима, код Бијељине. Странка је подржала српске пољопривреднике. Противи се предложеном Охридском споразуму и подржава одржавање референдума по том питању. Парандиловић је критиковао русофилство присутно међу  странкама деснице у Србији, а као узоре навео Конрада Аденауера и Шарла де Гола.

## Организација
Парандиловић води странку од њеног формирања у септембру 2022. НЛС га је изабрало за председника 12. новембра, поред потпредседника Ивана Матовића. Слоган странке је „Србија заслужује боље”. Седиште се налази на Булевару деспота Стефана 80 у Београду. НЛС и Реформистичка странка (РС) су се 1. августа 2023. договориле да се РС пререгиструје као НЛС у регистру политичких странака, чиме је заобишла прикупљање 10.000 потписа потребних за регистрацију. За једног од потпредседника НЛС најављен је Александар Вишњић, председник РС.

### Списак председника
| Бр. | Бр. | Председник         | Председник | Рођење—смрт | Почетак мандата     | Завршетак мандата |
| --- | --- | ------------------ | ---------- | ----------- | ------------------- | ----------------- |
| 1.  |     | Милош Парандиловић |            | 1989—       | 26. септембар 2022. | данас             |

## Резултати на изборима

### Парламентарни избори
| Година | Вођа               | Гласови | % од важећих | Бр. | Мандати | Промена | Коалиција | Статус    | Реф. |
| ------ | ------------------ | ------- | ------------ | --- | ------- | ------- | --------- | --------- | ---- |
| 2023.  | Милош Парандиловић | 902.450 | 24,32        | 2.  | 2 / 250 | 1       | СПН       | опозиција |      |

### Покрајински избори
| Година | Вођа               | # гласова | % од важећих | # посланика | Промена | Коалиција | Влада          |
| ------ | ------------------ | --------- | ------------ | ----------- | ------- | --------- | -------------- |
| 2023.  | Милош Парандиловић | 215.197   | 22,55        | 0 / 120     | 0       | СПН       | ван парламента |

### Избори за одборнике Скупштине града Београда
| Година | Вођа               | # гласова | % од важећих | # посланика | Промена | Коалиција     | Влада     |
| ------ | ------------------ | --------- | ------------ | ----------- | ------- | ------------- | --------- |
| 2023.  | Милош Парандиловић | 325.429   | 35,39        | 1 / 110     | 1       | СПН           | Н/Д       |
| 2024.  | Милош Парандиловић | 84.337    | 12,39        | 1 / 110     | 0       | Бирам Београд | опозиција |